# International Competition Network
Das International Competition Network (ICN) ist ein maßgeblich auf Initiative der USA im Oktober 2001 gegründetes Forum, in dem sich die nationalen Kartellbehörden zur Verständigung über gemeinsame Grundsätze der Wettbewerbspolitik zusammenfinden. Es soll der Verbesserung der bilateralen Kooperation bei der Behandlung grenzüberschreitender Fälle dienen und eine mögliche Alternative zu einem (vor allem von deutscher Seite immer wieder befürworteten) globalen supranationalen Wettbewerbsrecht schaffen.